# پول شمار

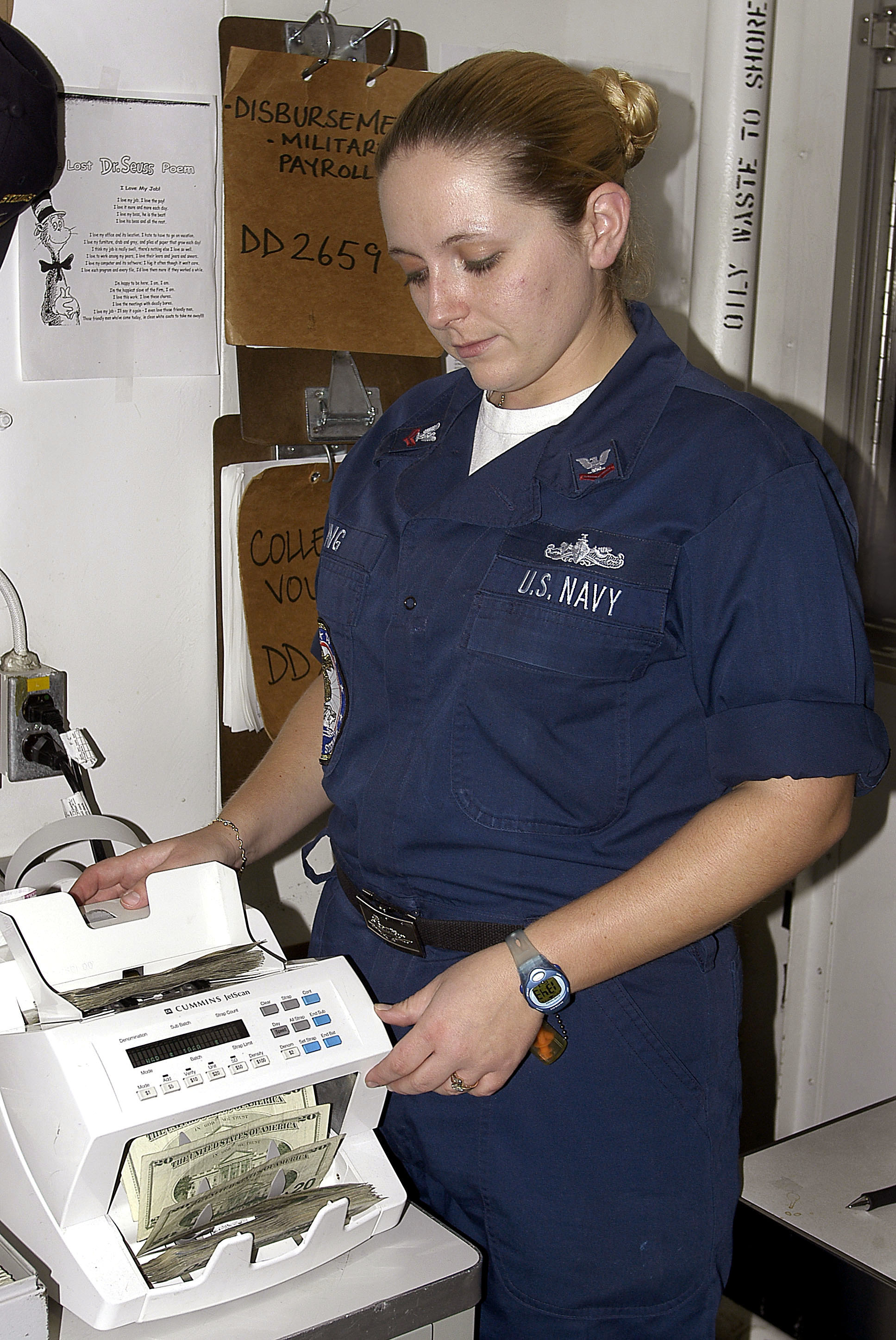
یک کارمند نیروی دریایی آمریکا در حال پرداخت با استفاده از یک پول شمار کامینز آلیسون JetScan.s.

پول شمار (انگلیسی: Currency-counting machine) دستگاهی است که کار شمارش بسته اسکناس یا اسکناس و رول سکه باز شده از پلمب را انجام می‌دهد. شمارنده ممکن است کاملاً مکانیکی یا ماشین پیشرفته با استفاده از قطعات الکترونیکی باشد.
این شمارنده‌ها برای اولین بار در بریتانیا در سال ۱۹۸۰ معرفی شدند و در حال حاضر به طور گسترده‌ای توسط بانک‌ها، صرافی‌ها، مراکز خرید و فروشگاه‌های زنجیره‌ای و بزرگ و خرده فروشان در بسیاری از نقاط جهان استفاده می‌شوند. این دستگاه‌ها در مدل‌های مختلف، شمارش انواع اسکناس و سکه را سریع انجام می‌دهند ولی قادر به تشخیص پول تقلبی نیستند.